# Dremomys lokriah
Dremomys lokriah — вид гризунів родини Sciuridae. Він зустрічається в Бангладеш, Китаї, Індії, М'янмі, Непалі та Бутані. Зареєстрований на висотах від 900 до 3000 метрів над рівнем моря.

## Морфологічні особливості
Dremomys lokriah досягає довжини голови та тулуба приблизно від 16,5 до 20,5 сантиметрів і важить приблизно від 120 до 240 грамів. Хвіст має довжину від 13,5 до 20,0 сантиметрів, тому він трохи коротший, ніж довжина решти тіла. Довжина задньої лапи 38–48 міліметрів, довжина вуха 15–24 міліметра. Зверху тварини від темно-червоно-коричневого кольору до кольору агуті без червонуватого кольору на щоках і стегнах, на животі від оранжевого до жовтувато-коричневого кольору. На задній частині вух у тварин є білі плями. Хвіст перемежовується окремими білими кінчиками волосся на верхній стороні та чорними з окремими помаранчевими волосками на нижній стороні, але ніколи не червоними.

## Спосіб життя
Це денний і деревний вид, який також шукає їжу в лісовій підстилці. Зустрічається в субтропічних гірських вічнозелених і широколистяних лісах (включаючи вологі напівлистяні ліси в Бангладеш і дубово-родедендронові ліси в Непалі. Було виявлено, що він займає дупла дерев у середніх високих кронах густих ділянок дубового, бамбукового, ялицевого та соснового лісів. У Китаї він був зареєстрований від рододендронових лісів до субтропічних лісів на нижніх висотах і хвойних лісів на високих висотах. Виводок — від двох до п’яти дитинчат.